# Guido Gorgatti
Guido Gorgatti (Crespino, 5 dicembre 1919 – Buenos Aires, 11 maggio 2023) è stato un attore italiano naturalizzato argentino.

## Biografia
Nato in Italia, emigrò in Argentina all'età di dieci anni nel 1929. Iniziò la sua carriera al teatro per bambini Lavardén, dove ebbe la scrittrice Alfonsina Storni come insegnante quando fece parte di Blanco, Negro, Blanco. All'età di 12 anni venne chiamato da Claudio Martínez Payva per fare un monologo su Radio Municipal.
Continuò poi su Radio Belgrano (già Radio Nacional), Stentor, Mayo, Mitre e Porteña. Si unì al cast di giovani della Pandilla Marilyn nel 1932 e fece il suo debutto in Radio Splendid partecipando a cicli come Ronda policial, de hechos policiales y La familia de Pancha Rolón. Si è poi unito al cast di Las aventuras de Carlos Norton, su Radio Stentor.
In gioventù, partecipò a due teatri radiofonici con Horacio Torrado, Elsa Piuselli, Juan Carlos Lamas e Blanca del Prado e si distinse negli spettacoli El Relámpago (1950) e Calle Corrientes, che gli fecero guadagnare popolarità. Dopo questo, si affermò come attore comico su Radio El Mundo.
Nel 1950 fece il suo debutto cinematografico in Una noche en El Relámpago di Coronatto Paz, sebbene da bambino avesse un ruolo da protagonista in Pibelandia, diretto da Augusto César Vatteone, le cui copie scomparvero in un incendio. Recitò con Mamie Van Doren in Una americana en Buenos Aires e con Vittorio Gassman in Il gaucho. Con la nascita della televisione argentina, realizzò uno spettacolo per riviste al Teatro Astral con Tincho Zabala e Blanquita Amaro. Nel 1952 recitò con Tita Merello su Madmoiselle Elise, su Radio El Mundo.
Nello stesso anno, realizzò una delle sue opere più rilevanti: La tuerca, considerata una delle più grandi commedie argentine. Nel 1970 la serie ottenne un premio Martín Fierro. Nel 1967 condusse Dringue Farías nel programma La revista de Dringue e, alla fine degli anni sessanta, tornò al cinema con La cigarra que que arde e Villa Cariño está que arde, di Lucas Demare ed Emilio Vieyra, prodotti dall'Argentina Sono Film (ASF) e dalla Productores Argentinos Asociados (PAA).
In teatro, recitó con Paulina Singerman in ¿Será virgen mi marido?, Niní Marshall in La Señora Barba Azul, Miriam Sucre in Canallita ma simpatico e in televisione ha recitato nella serie Don Camilo. Fece parte anche del cast di No hace falta quererte y Vos y yo, toda la vida.
Gorgatti nel 1974  interpretò il ruolo di Cirilo nel film Los Enrique Carreras. Tra il 1981 e il 1983 prese parte alla seconda versione di La Nut.
Nel 1996 recitò nella serie televisiva Como pan caliente, con María Valenzuela e all'inizio del 2000 in Primicias, interpretando un pensionato e in Resistiré. Delle sue ultime esibizioni, per la sua partecipazione a Un court (2006) ricevette un premio Martín Fierro per la sua carriera.
La sua ultima partecipazione in TV fu, nel ruolo di un sacerdote, nella soap opera Alguien que me quiera, con Osvaldo Laport e Luisana Lopilato.

## Filmografia
- Pibelandia, regia di Augusto César Vatteone (1935)
- Una noche en El Relámpago, regia di Coronatto Paz (1950) - inedito
- Bárbara atómica (1952)
- Romeo y Julita (1954)
- Somos todos inquilinos (1954)
- Una americana en Buenos Aires (1961)
- Ritmo nuevo, vieja ola. (1964)
- Il gaucho, regia di Dino Risi (1964)
- Disloque en el presidio (1965)
- La pérgola de las flores (1965)
- De profesión sospechosos (1966)
- ¿Quiere casarse conmigo? (1967)
- La Cigarra está que arde, regia di Lucas Demare (1967)
- Villa Cariño está que arde, regia di Emilio Vieyra (1968)
- El caradura y la millonaria (1971)
- Hoy le toca a mi mujer (1973)
- La super, super aventura (1975)
- Los chicos crecen (1976)
- Vivir con alegría (1979)
- Millonarios a la fuerza (1979)
- Los fierecillos se divierten (1982)
- Mingo y Aníbal contra los fantasmas (1985)
- Las aventuras de Tremendo (1986)
- Rambito y Rambón, primera misión (1986)
- Mingo y Aníbal en la mansión embrujada (1986)
- Delito de corrupción (1991)